# The Flying Missile
The Flying Missile é um filme de guerra estadunidense dirigido por Henry Levin e estrelado por Glenn Ford e Viveca Lindfors. Foi lançado em 24 de dezembro de 1950, pela Columbia Pictures.

## Enredo
Relato fictício do papel de um comandante um tanto arrogante da Marinha dos EUA no desenvolvimento do primeiro método de lançamento de mísseis de submarinos.

## Elenco
- Glenn Ford ...Comandante William A. Talbot
- Viveca Lindfors ...Karin Hansen
- Henry O'Neill ...Contra-almirante Thomas A. Scott
- Carl Benton Reid ...Dr. Gates, USN
- Joe Sawyer ...Intendente 'Fuss' Payne
- John Qualen ...Lars Hansen
- Anthony Ross ...Almirante Bradley
- Harry Shannon ...Vice-almirante Williams
- Ross Ford ...Tripulante Chuck Davis
- Zachary Charles ...Tripulante Mack
- Jerry Paris ...Tripulante Andy Mason
- Kenneth Tobey ...Tripulante Pete McElvoy
- Paul Harvey ...General Benton
- Richard Quine ...Almirante Hank Weber
- John Dehner ...Tenente Comandante